# Марганцеворудний концентрат
Марганцеворудний концентрат (рос. марганцеворудный концентрат, англ. manganese ore concentrate; нім. Manganerzkonzetrat n) — концентрат, який отримують шляхом збагачення марганцевих руд. Розрізняють оксидний, карбонатний та оксидно-карбонатний марганцевий концентрат (в залежності від руди, яка збагачується). За крупністю марганцевий концентрат поділяють на: тонкозернистий (до 0,05 мм), дрібнозернистий (0,05-0,16 мм), крупнозернистий (0,16-3,00 мм), дрібногрудковий (3-10 мм), крупногрудковий (понад 10 мм), некласифікований (до 100 мм). 